# ورزشگاه اولد استادیون
ورزشگاه اولد استادیون (هلندی: Old Stadion) یک ورزشگاه فوتبال در شهر آمستردام، هلند بوده‌است.
این ورزشگاه در سال ۱۹۱۴ تأسیس و در سال ۱۹۲۹ منحل شده‌است، اولد استادیون میزبان بخشی از مسابقات فوتبال بازی‌های المپیک تابستانی ۱۹۲۸ بوده‌است.

## نگارخانه

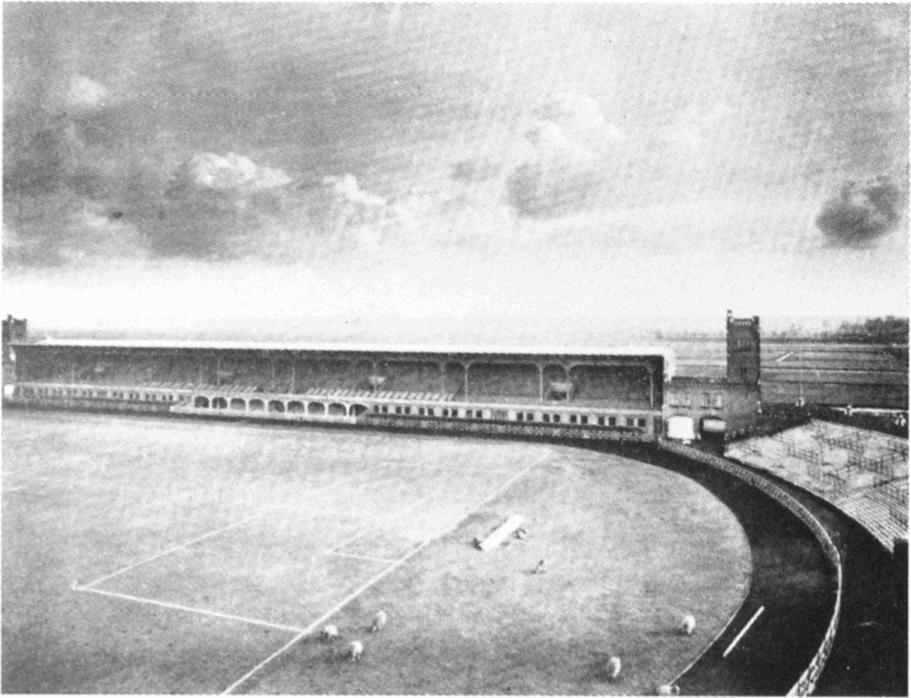
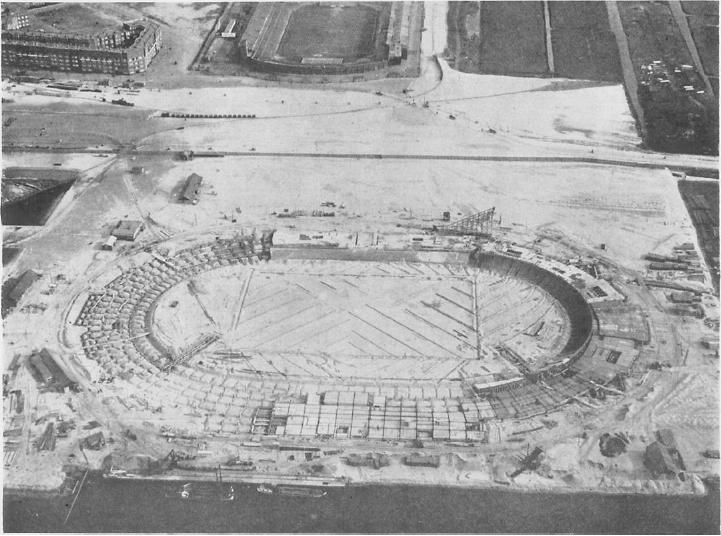
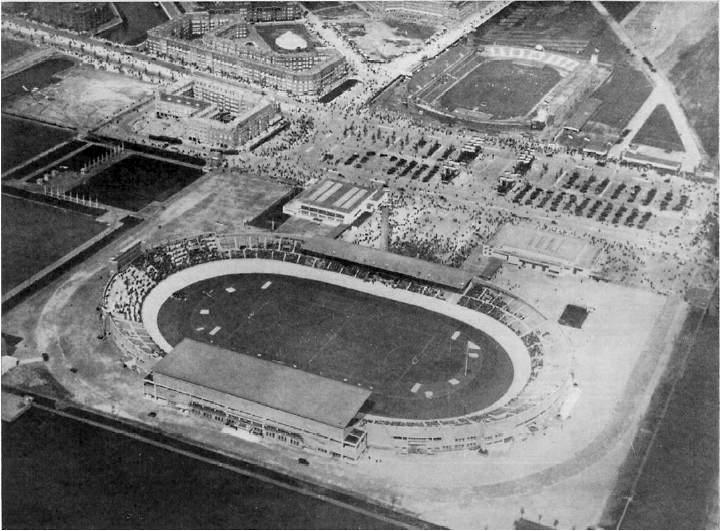